# Jany Tempel

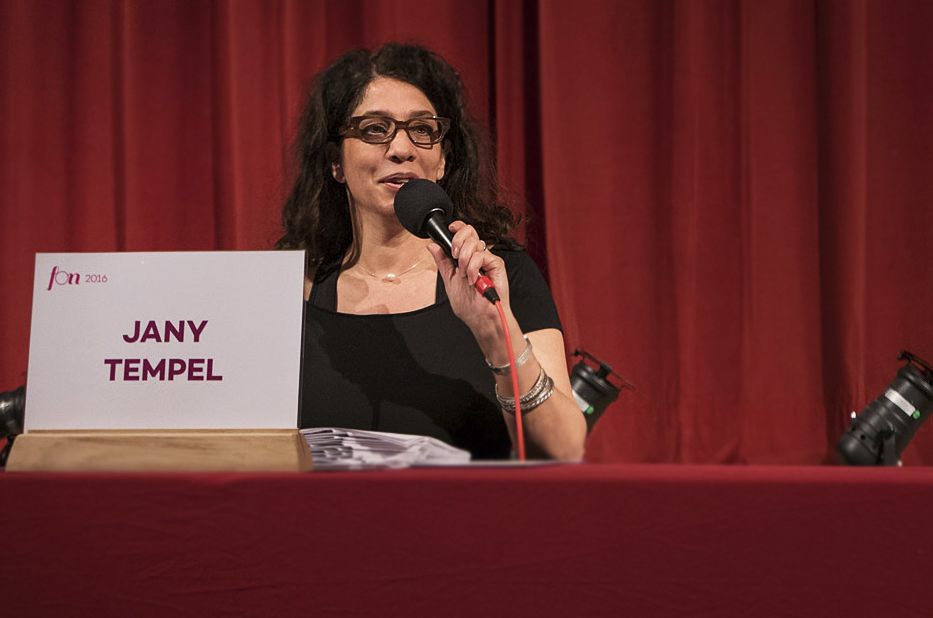
Jany Tempel (2017)

Jany Tempel (* 8. Juli 1969 in West-Berlin) ist eine deutsche Schauspielerin, Drehbuchautorin, Regisseurin und #MeToo-Aktivistin.

## Leben und Wirken

### Karriere als Schauspielerin
Jany Tempel wuchs bei Adoptiveltern in Bayern auf. Nach dem Schauspielstudium gab sie 1990 ihr Debüt als Darstellerin in der Folge Im Regen tanzen der Fernsehspiel-Reihe des DFF Der Staatsanwalt hat das Wort. Ab Anfang der 1990er Jahre trat sie in über 50 Film- und TV-Produktionen auf, etwa in der Serie Nicht von schlechten Eltern. 1999/2000 spielte sie die HR-Tatort-Kriminalassistentin Alice Bothe. Sie schrieb das Drehbuch und führte Regie bei dem Kinofilm Große Lügen!. 2017 gehörte sie zur Jury des Festival of Nations.

### MeToo
Im Zuge der #MeToo-Debatte warfen Jany Tempel, die Schauspielerin Patricia Thielemann und eine dritte Frau, die anonym blieb, 2018 im ZEITMagazin dem Regisseur Dieter Wedel sexuelle Übergriffe und Nötigung in den 1990er Jahren vor. Die Frauen gaben eidesstattliche Versicherungen zu ihren Schilderungen ab. Die Fälle waren bis auf den von Jany Tempel verjährt. Sie beschuldigte Wedel, sie 1996 beim Vorsprechen für eine Rolle in dem Fernsehmehrteiler Der König von St. Pauli in einem Hotel in München vergewaltigt zu haben. Die Staatsanwaltschaft München nahm die Ermittlungen auf. Im April 2021 erhob sie Anklage gegen Wedel. Um die Prozesseröffnung zu erzwingen, trat Tempel im Juni 2022 in einen vierzehntägigen Hungerstreik. Das Landgericht München I stellte das Verfahren am 20. Juli 2022 eine Woche nach Wedels Tod ein. Laut Medienberichten wurde Tempels Fall „der bekannteste in der deutschen #MeToo-Debatte, die 2017 ins Rollen gekommen war“.

### Privates
Jany Tempel ist die jüngere Schwester der Schauspielerin Inka Victoria Groetschel.

## Filmografie
- 1989: Letzter Sommer in Kreuzberg
- 1990: Der Staatsanwalt hat das Wort – Im Regen tanzen (Fernsehreihe)
- 1991: Die Railers (Fernsehserie)
- 1991: Telewischen (Fernsehjugendsendung)
- 1992–1995: Nicht von schlechten Eltern (Fernsehserie)
- 1992–1994: Tücken des Alltags (Fernsehserie)
- 1993: Öfter mal ins Kino (Kurzfilm)
- 1993: Liebe inbegriffen
- 1995: Polizeiruf 110: Sieben Tage Freiheit (Fernsehreihe)
- 1995: Peter Strohm (Fernsehreihe)
- 1996: Polizeiruf 110 – Der schlanke Tod (Fernsehreihe)
- 1996: Wanderjahre (Fernsehserie)
- 1996: Friedrich und der verzauberte Einbrecher
- 1997: Frauenarzt Dr. Markus Merthin (Fernsehserie)
- 1997: Alle zusammen (Fernsehserie)
- 1998: Verbotene Liebe (Fernsehserie)
- 1998: Der König von St. Pauli (sechsteiliger Fernsehfilm)
- 2000: Tatort – Mord am Fluss (Fernsehreihe)
- 2000: Polizeiruf 110 – Totenstille (Fernsehreihe)
- 2001: Tatort – Unschuldig (Fernsehreihe)
- 2001: Sommer und Bolten: Gute Ärzte, keine Engel (Fernsehserie)
- 2002: Forsthaus Falkenau (Fernsehserie)
- 2003: Fliege kehrt zurück
- 2004: Lautlos
- 2004–2008: In aller Freundschaft (Fernsehserie, 5 Folgen, verschiedene Rollen)
- 2011: YesYes, No Problem (Kurzfilm)

## Auszeichnungen
- 1993: Jugendfilmpreis Goldener Spatz (zusammen mit Stefan Martin Müller) als Jugendmoderatorin für Telewischen.
- 2007: Publikumsbildungspreis der deutsch-französischen Jugendjury für Große Lügen! beim Filmfestival Max Ophüls Preis.[11]